# Ölweiden
Die Ölweiden (Elaeagnus) sind eine Pflanzengattung mit etwa 45–90 Arten innerhalb der Familie der Ölweidengewächse (Elaeagnaceae).

## Namensgebung

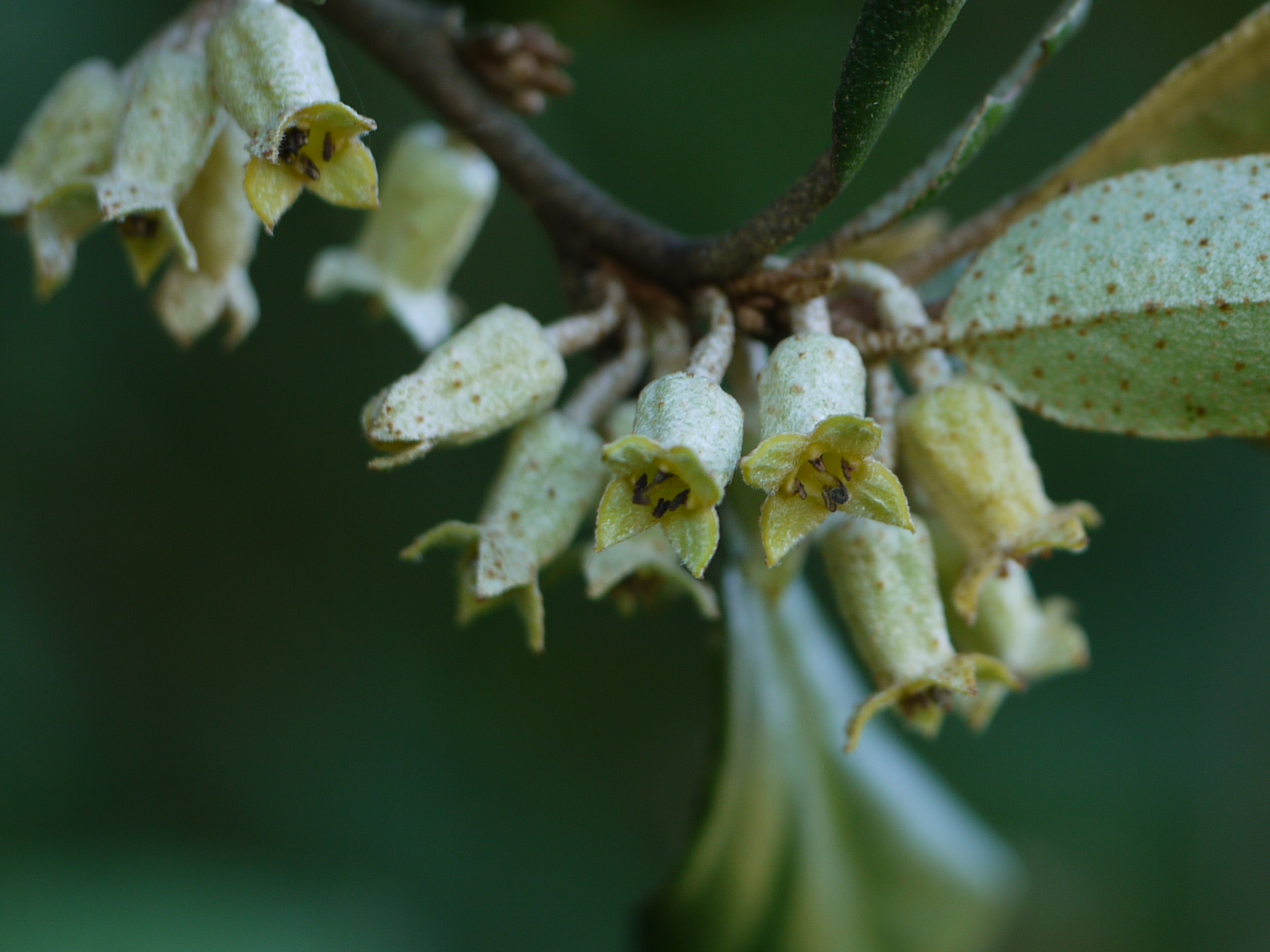
Elaeagnus conferta

Der Gattungsname nimmt im ersten Wortteil Bezug auf das griechische Wort élaios für den Ölbaum und dessen Frucht, die Olive, wegen der fleischigen, essbaren Steinfrucht der Ölweide und im zweiten Wortteil vermutlich auf das lateinische Wort ágnus für Lamm wegen der weißfilzigen Laubblätter. Andere Quellen führen jedoch den zweiten Wortteil auf das griechische gnos für Erkenntnis bzw. Gotteserkenntnis zurück.

## Beschreibung
Elaeagnus-Arten sind meist frostharte und robuste, immergrüne oder laubabwerfende Sträucher oder kleine Bäume, die meist selbstständig aufrecht oder manchmal kletternd wachsen. Einige Arten besitzen Dornen. Die Blätter, die Rinde junger Zweige und die Blüten- und Blütenknospen besitzen silbrige oder weiße bis braune Schüppchen (Schülfern), ähnlich wie beim verwandten Sanddorn. Die wechselständigen Laubblätter sind in Blattstiel und Blattspreite gegliedert. Die einfache Blattspreite besitzt meist einen ganzen Rand. 
Die Blüten stehen einzeln oder zu mehreren in den Blattachseln zusammen. Die zwittrigen Blüten mit einfacher Blütenhülle sind meist vierzählig, Kronblätter fehlen. Die vier weißen oder innen gelben, petaloiden Kelchblätter stehen an einem röhrigen, schlanken Blütenbecher. Die vier Staubblätter sind mit der Kelchröhre verwachsen. Der Fruchtknoten ist mittelständig, der Griffel ist gerade, die Narbe ist länglich bis kopfig. Es ist meist ein Diskus vorhanden.
Es werden kugelige bis längliche, glatt bis behaarte Scheinfrüchte (Steinfrüchte oder Achäne im fleischigen Hypanthium) gebildet; selten (Elaeagnus mollis) sind sie geflügelt. Der meist achtrippige Samen (Steinkerne) besitzt einen großen Embryo.

## Verbreitung
Sie haben ihre Verbreitung von den warm gemäßigten Breiten bis zu den Subtropen der Nordhalbkugel, mit einer Art in Australien. Ein Schwerpunkt der Artenvielfalt ist Asien. In China kommen etwa 67 Arten vor, davon 55 nur dort.

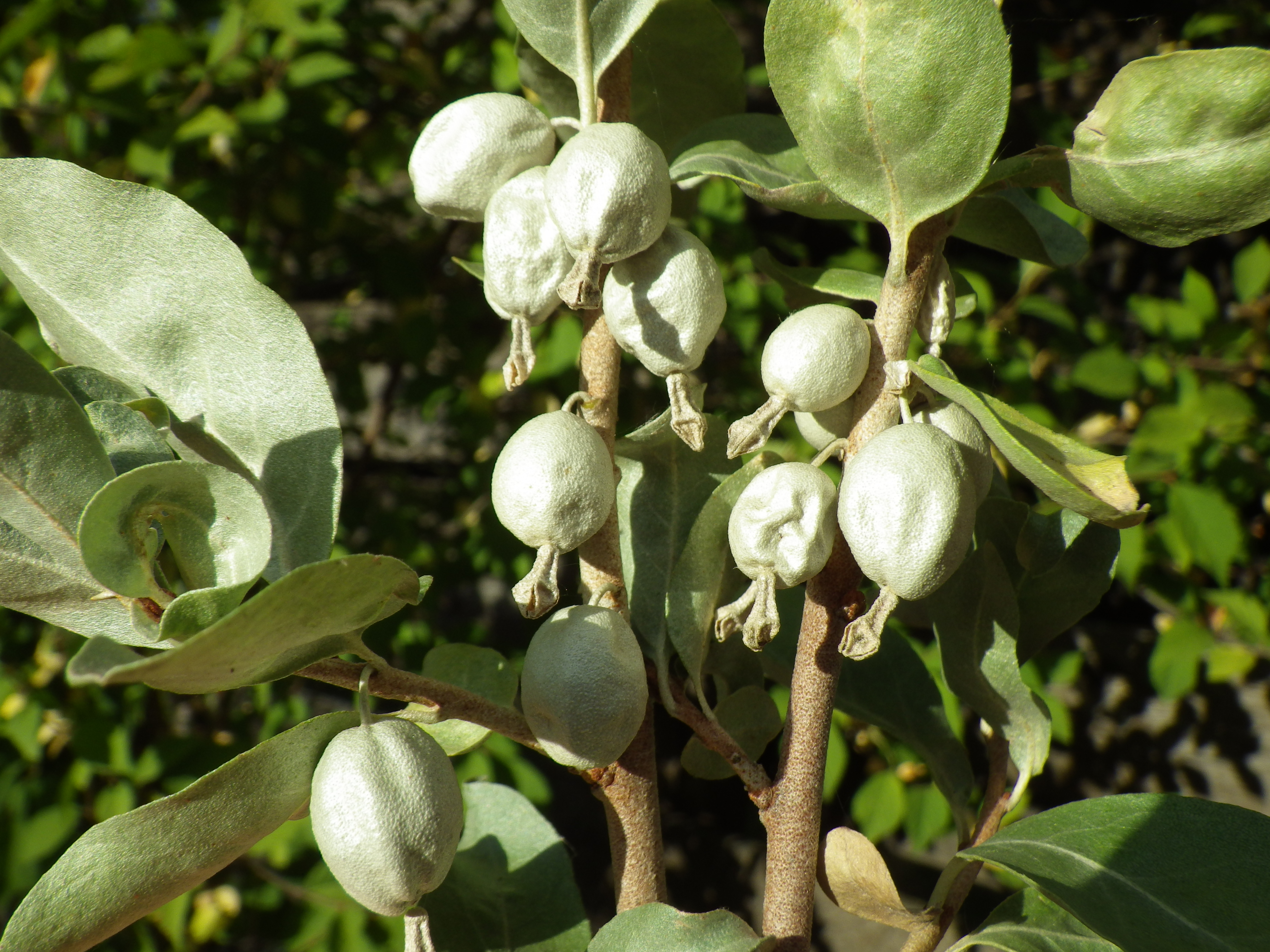
Silber-Ölweide (Elaeagnus commutata)

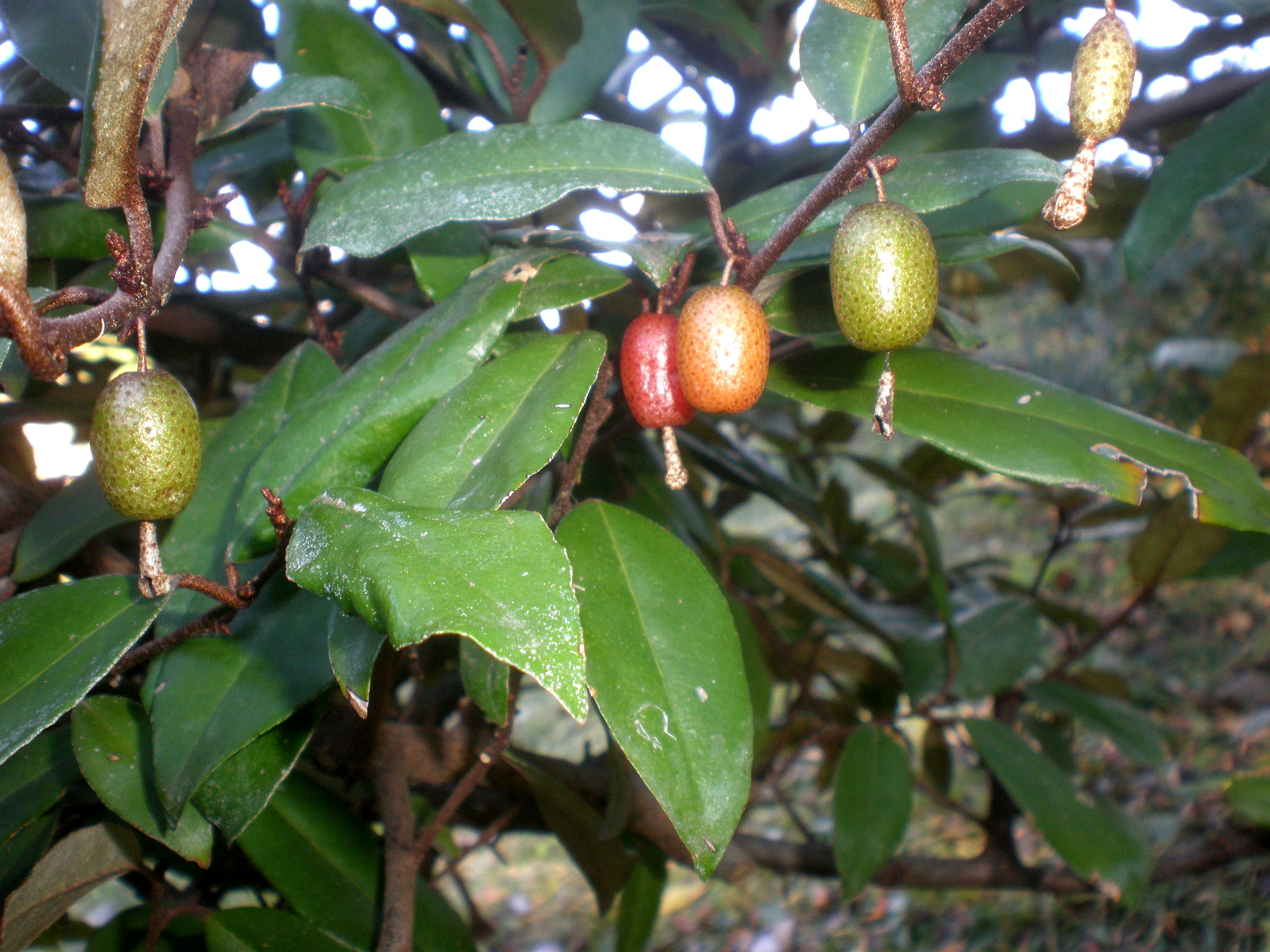
Wintergrüne Ölweide (Elaeagnus × ebbingei)

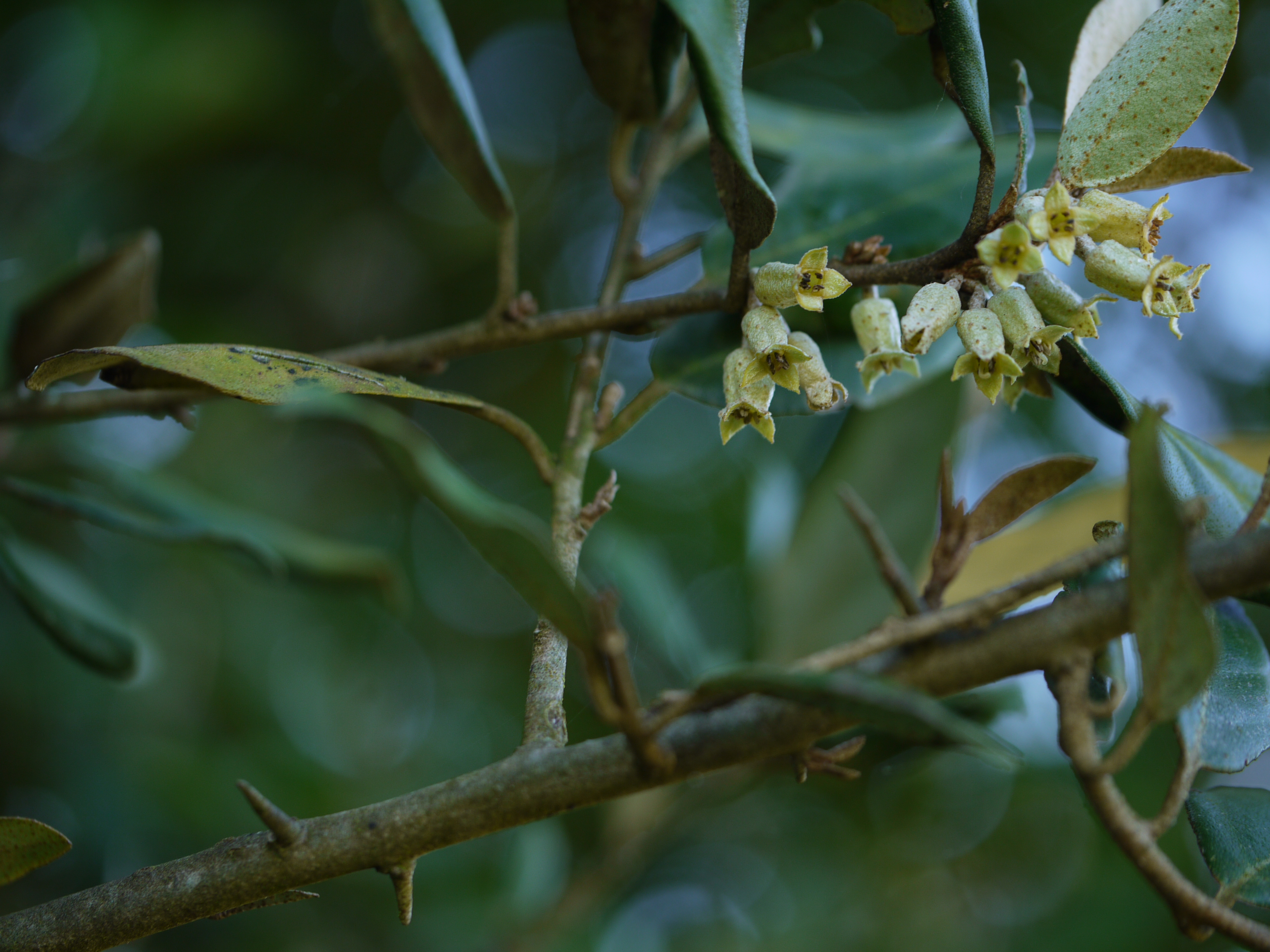
Elaeagnus latifolia

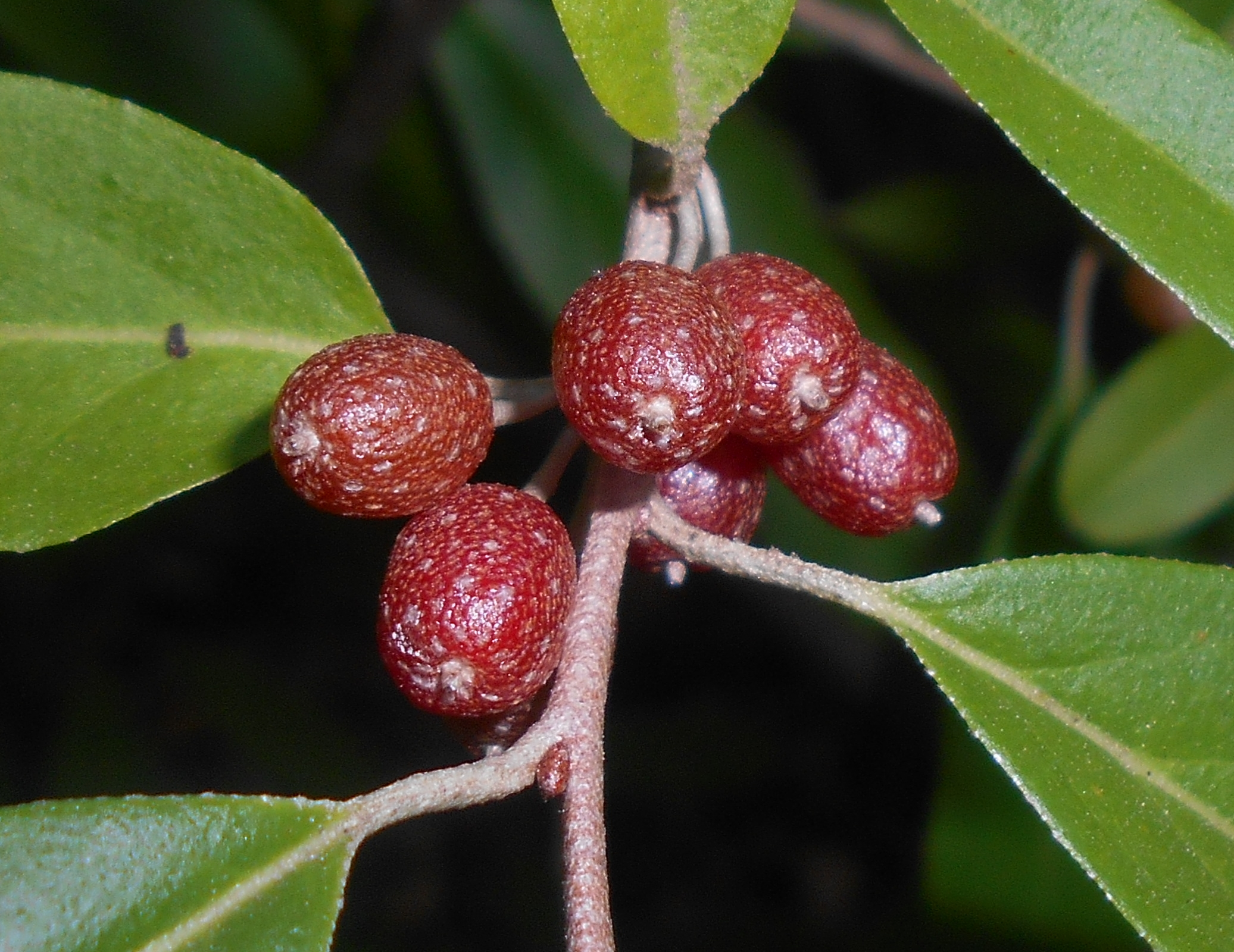
Reichblütige Ölweide (Elaeagnus multiflora)

## Systematik
Der Gattungsname Elaeagnus wurde von Carl von Linné in seinem 1753 erschienenen Werk Species Plantarum aufgelistet, wo die beiden Arten Elaeagnus angustifolia und Elaeagnus latifolia genannt wurden. Ein Synonym ist Oleaster Heister ex Fabricius. In der Gattung Elaeagnus werden heute etwa 45 bis 90 Arten unterschieden. Viele der Arten sind morphologisch kaum unterscheidbar, deshalb werden wohl einige Arten zusammengefasst werden. 
Hier eine Auflistung der bei GRIN genannten Arten und Arthybriden:
- Schmalblättrige Ölweide (Elaeagnus angustifolia L.)
- Elaeagnus caudata Schlecht. ex Momiy.: Nepal bis Bhutan.[3]
- Silber-Ölweide (Elaeagnus commutata Bernh. ex Rydb.)
- Elaeagnus conferta Roxb.: Sie kommt in Indien, Bangladesch, Bhutan, Indonesien, Malaysia, Indochina und in China vor.[4]
- Wintergrüne Ölweide (Elaeagnus × submacrophylla Servett.) = Elaeagnus macrophylla × Elaeagnus pungens
- Elaeagnus formosana Nakai: Taiwan.[3]
- Elaeagnus glabra Thunb.: Sie kommt in China, Japan, Korea und in Taiwan vor.[4]
- Elaeagnus grandifolia Hayata: Taiwan.[3]
- Elaeagnus infundibularis Momiy.: Nepal bis Bhutan.[3]
- Elaeagnus kanaii Momiy.: Himalaja.[3]
- Elaeagnus latifolia L.: Sie kommt in Indochina vor.[4]
- Großblättrige Ölweide (Elaeagnus macrophylla Thunb.): Östliches China, Korea, Japan und Taiwan.[3]
- Reichblütige Ölweide, Vielblütige Ölweide (Elaeagnus multiflora Thunb.)
- Elaeagnus oldhamii Maxim.: Südöstliches China und Taiwan.[3]
- Dornige Ölweide (Elaeagnus pungens Thunb.)
- Elaeagnus pyriformis Hook.f.: Sie kommt in Indien und Bhutan vor.[4]
- Elaeagnus × reflexa C.Morren & Decne. = Elaeagnus pungens × Elaeagnus glabra
- Elaeagnus thunbergii Serv. (Syn.: Elaeagnus morrisonensis Hayata): Taiwan.[3]
- Elaeagnus tricholepis Momiy.: Zentrales Nepal.[3]
- Elaeagnus triflora Roxb.: Sie kommt in Indonesien, Malaysia, auf den Philippinen, in Taiwan, Papua-Neuguinea und in Queensland vor.[4]
- Elaeagnus tutcheri Dunn: Sie kommt in Hongkong vor.[4]
- Korallen-Ölweide, Schirm-Ölweide (Elaeagnus umbellata Thunb., Syn.: Elaeagnus obovata Li; Elaeagnus parvifolia Wall. ex Royle): Sie kommt in Afghanistan, Pakistan, Indien, Nepal, Bhutan, Japan, Korea, Taiwan und in China vor. In Nordamerika und auf Hawaii ist sie ein Neophyt.[4]